# NGC 69
NGC 69 là một thiên hà dạng hạt đậu nằm trong chòm sao Tiên Nữ. Nó là thành viên của nhóm NGC 68. Nó được R. J. Mitchell phát hiện vào năm 1855, người đã mô tả nó là "cực kỳ mờ, rất nhỏ, tròn".